# Saujac
Saujac est une commune française, située dans le département de l'Aveyron en région Occitanie.

## Géographie

### Localisation
Saujac est une commune de l'ouest Aveyron et est en bordure de département. Elle est entourée par les communes de Salvagnac-Cajarc, Ols-et-Rinhodes, Ambeyrac et Montsalès. Le Bourg de Saujac se situe dans la vallée dans une boucle formée par un méandre du Lot qui fait office ici de frontière entre les départements de l'Aveyron et du Lot.

### Communes limitrophes
Les communes limitrophes sont  Ambeyrac, Cadrieu, La Capelle-Balaguier, Montbrun, Ols-et-Rinhodes et Salvagnac-Cajarc.

### Hydrographie

#### Réseau hydrographique

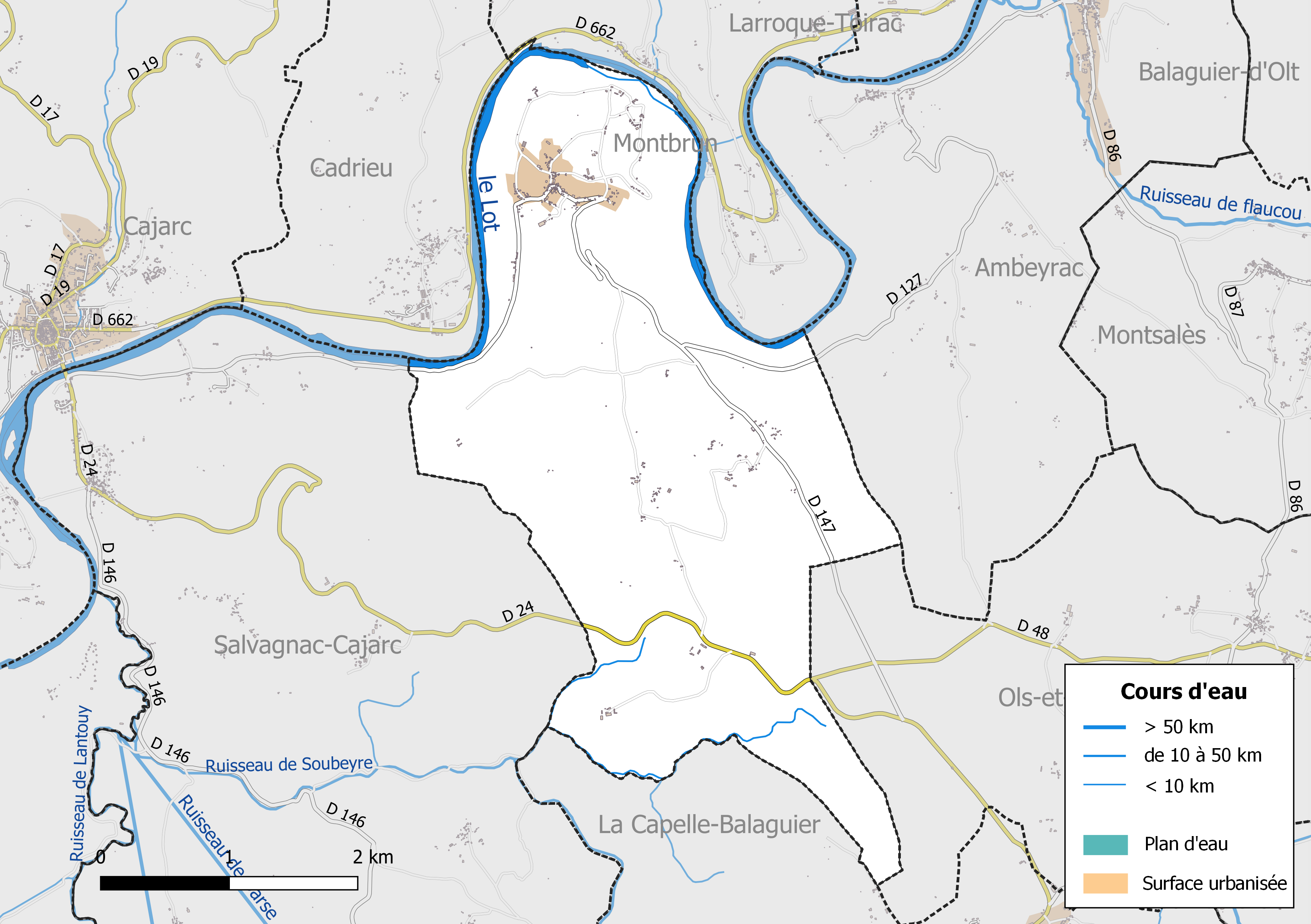
Réseaux hydrographique et routier de Saujac.

La commune est drainée par le Lot, Bras du Lot et par divers petits cours d'eau.
Le Lot prend sa source à 1272 m d’altitude sur la montagne du Goulet (nord du Mont Lozère), dans la commune de Cubières (48), et se jette  dans la Garonne à Monheurt (47), après avoir parcouru 484 km et traversé 129 communes.

#### Gestion des cours d'eau
La gestion des cours d’eau situés dans le bassin de l’Aveyron est assurée par l’établissement public d'aménagement et de gestion des eaux (EPAGE) Aveyron amont, créé le 1er janvier 2017, en remplacement du syndicat mixte du bassin versant Aveyron amont,,.

### Climat
Pour des articles plus généraux, voir Climat de l'Occitanie et Climat de l'Aveyron.
En 2010, le climat de la commune est de type climat océanique altéré, selon une étude s'appuyant sur une série de données couvrant la période 1971-2000. En 2020, Météo-France publie une typologie des climats de la France métropolitaine dans laquelle la commune est exposée à un climat océanique altéré et est dans la région climatique Ouest et nord-ouest du Massif Central, caractérisée par une pluviométrie annuelle de 900 à 1 500 mm, maximale en automne et en hiver.
Pour la période 1971-2000, la température annuelle moyenne est de 12,7 °C, avec une amplitude thermique annuelle de 16,2 °C. Le cumul annuel moyen de précipitations est de 920 mm, avec 11,1 jours de précipitations en janvier et 6,1 jours en juillet. Pour la période 1991-2020, la température moyenne annuelle observée sur la station météorologique la plus proche, située sur la commune de Villefranche-de-Rouergue à 20 km à vol d'oiseau, est de 12,6 °C et le cumul annuel moyen de précipitations est de 865,1 mm,. Pour l'avenir, les paramètres climatiques de la commune estimés pour 2050 selon différents scénarios d'émission de gaz à effet de serre sont consultables sur un site dédié publié par Météo-France en novembre 2022.

### Milieux naturels et biodiversité
L’inventaire des zones naturelles d'intérêt écologique, faunistique et floristique (ZNIEFF) a pour objectif de réaliser une couverture des zones les plus intéressantes sur le plan écologique, essentiellement dans la perspective d’améliorer la connaissance du patrimoine naturel national et de fournir aux différents décideurs un outil d’aide à la prise en compte de l’environnement dans l’aménagement du territoire.
Le territoire communal de Saujac comprend trois ZNIEFF de type 1, : 
- le « Cours moyen du Lot » (1 543 ha), couvrant 33 communes dont 8 dans l'Aveyron et 25 dans le Lot[13] ;
- « Le Saut de la Mounine » (89,10 ha), couvrant 2 communes du département[14] ;
- la « Montagne de Gaïfié et combes des ruisseaux de l'Oule et de Soubeyre » (1 461 ha), couvrant 7 communes dont 4 dans l'Aveyron et 3 dans le Lot[15] ;

et une ZNIEFF de type 2,, 
la « Moyenne vallée du Lot » (7 893 ha), qui s'étend sur 36 communes dont 8 dans l'Aveyron et 28 dans le Lot.

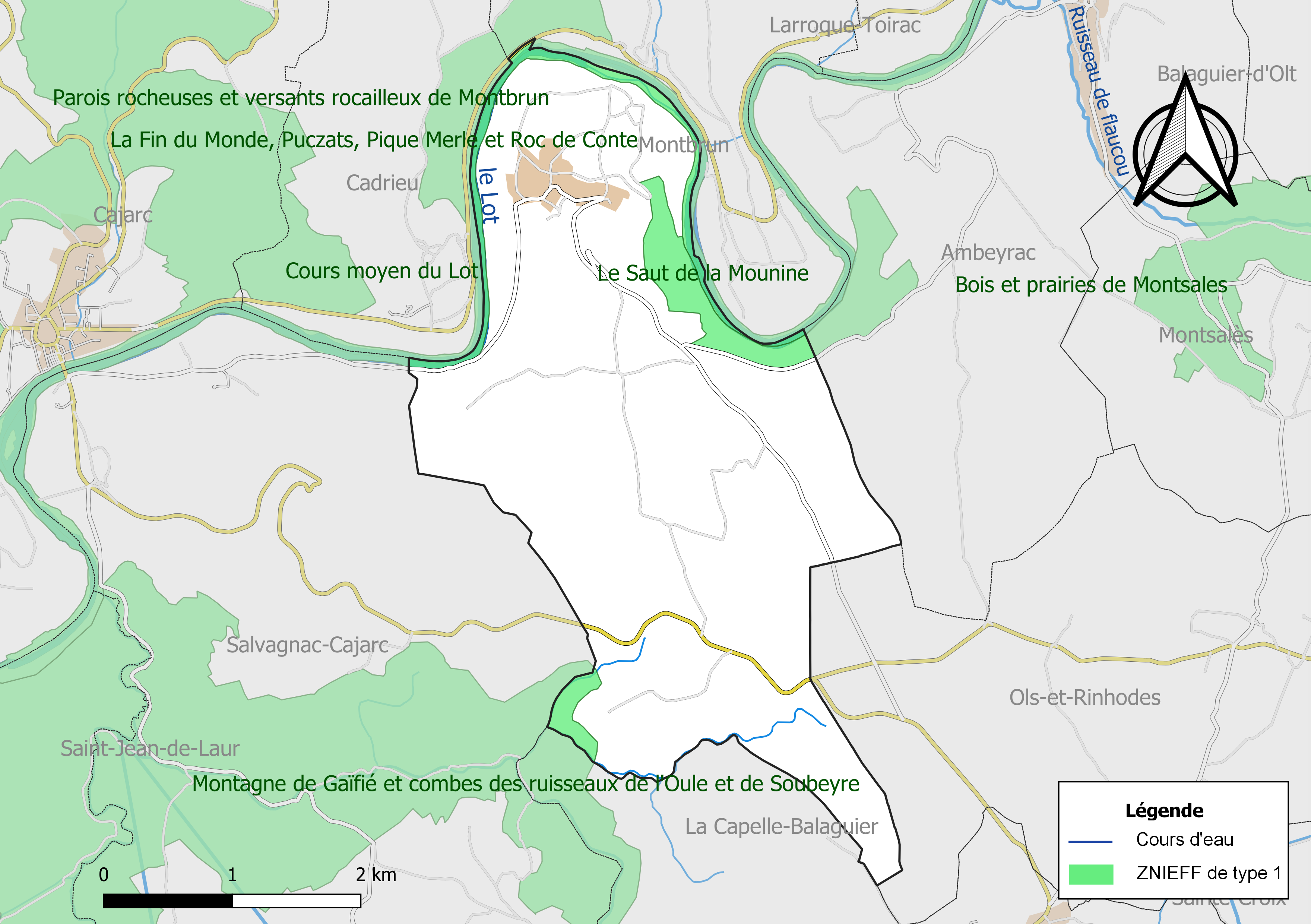
Carte des ZNIEFF de type 1 de la commune.
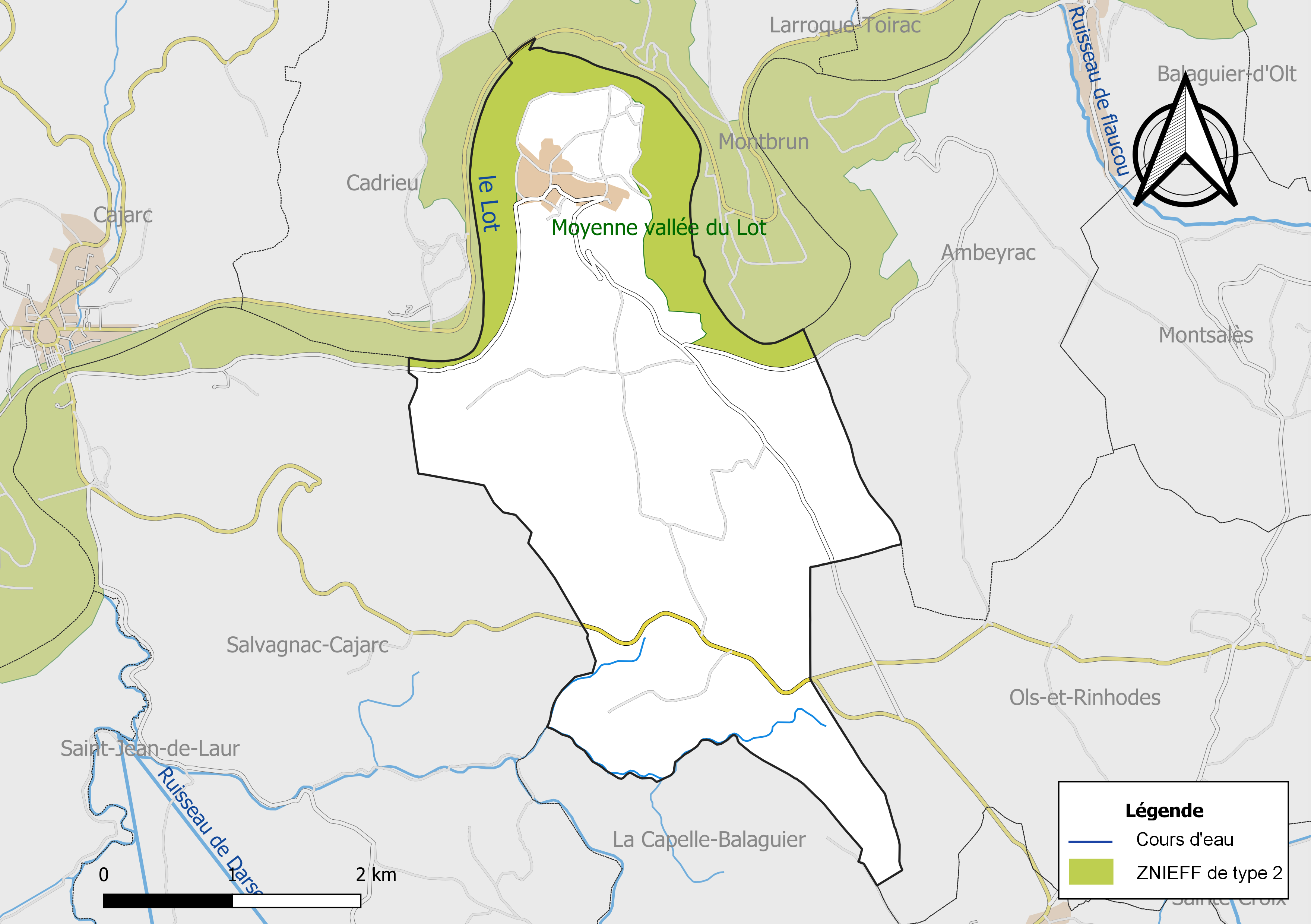
Carte de la ZNIEFF de type 2 de la commune.

## Urbanisme

### Typologie
Au 1er janvier 2024, Saujac est catégorisée commune rurale à habitat très dispersé, selon la nouvelle grille communale de densité à 7 niveaux définie par l'Insee en 2022.
Elle est située hors unité urbaine et hors attraction des villes,.

### Occupation des sols

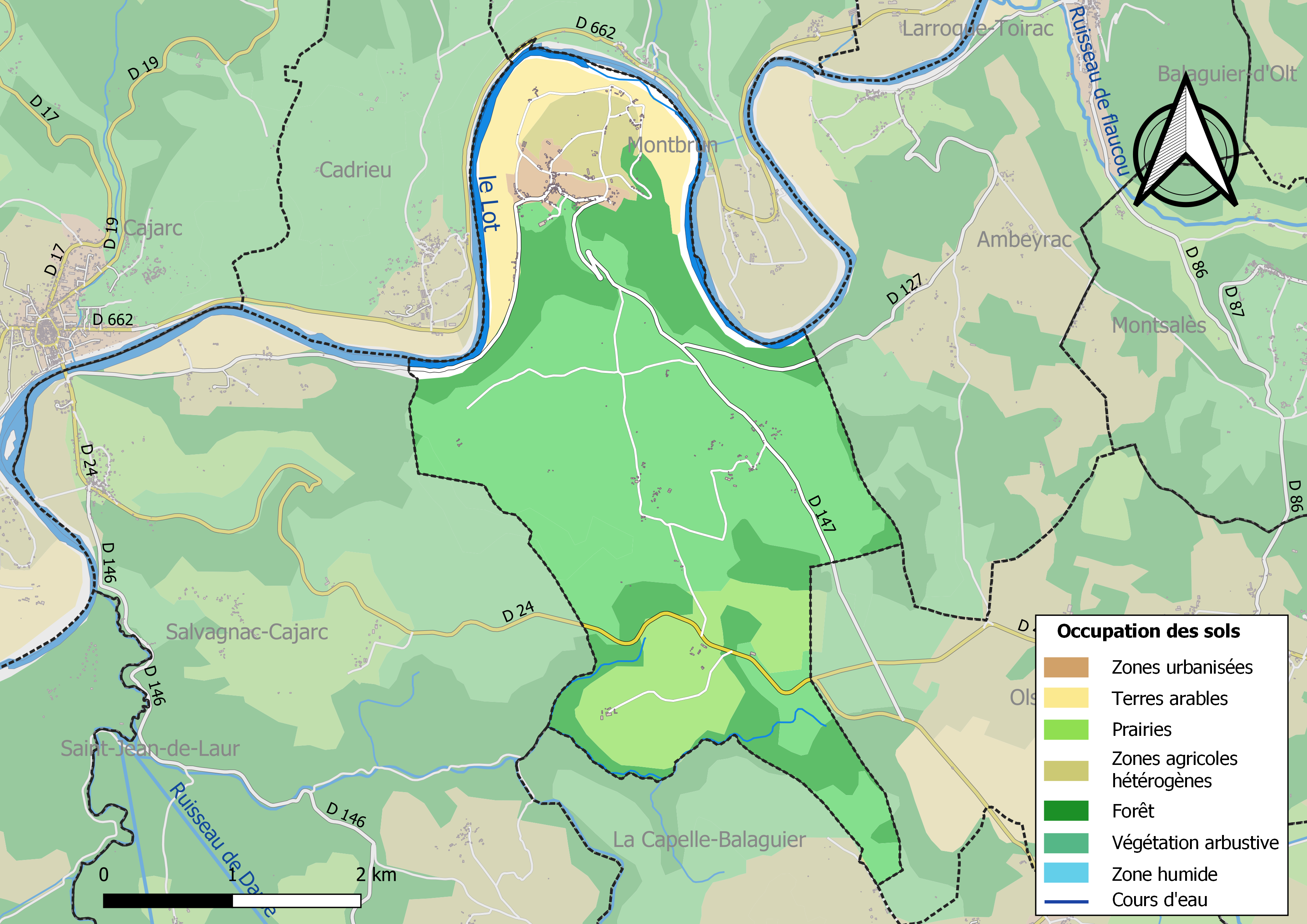
Infrastructures et occupation des sols de la commune de Saujac.

L'occupation des sols de la commune, telle qu'elle ressort de la base de données européenne d’occupation biophysique des sols Corine Land Cover (CLC), est marquée par l'importance des forêts et milieux semi-naturels (69,5 % en 2018), en diminution par rapport à 1990 (71,2 %). La répartition détaillée en 2018 est la suivante : 
milieux à végétation arbustive et/ou herbacée (48,8 %), forêts (20,7 %), prairies (13,1 %), terres arables (7,6 %), eaux continentales (4,1 %), zones agricoles hétérogènes (3,6 %), zones urbanisées (2,2 %).

### Planification
La loi SRU du 13 décembre 2000 a incité fortement les communes à se regrouper au sein d’un établissement public, pour déterminer les partis d’aménagement de l’espace au sein d’un SCoT, un document essentiel d’orientation stratégique des politiques publiques à une grande échelle. La commune est dans le territoire du SCoT du Centre Ouest Aveyron  approuvé en février 2020. La structure porteuse est le Pôle d'équilibre territorial et rural Centre Ouest Aveyron, qui associe neuf EPCI, notamment Ouest Aveyron Communauté, dont la commune est membre.
La commune, en 2017, avait engagé l'élaboration d'un plan local d'urbanisme.

### Risques majeurs
Le territoire de la commune de Saujac est vulnérable à différents aléas naturels : inondations, climatiques (hiver exceptionnel ou canicule), feux de forêts et séisme (sismicité très faible).
Il est également exposé à un risque technologique, et la rupture d'un barrage, et à un risque particulier, le risque radon,.

#### Risques naturels

Zones inondables de la commune de Saujac.

Certaines parties du territoire communal sont susceptibles d’être affectées par le risque d’inondation par débordement du Lot. Les dernières grandes crues historiques, ayant touché plusieurs parties du département, remontent aux 3 et 4 décembre 2003 (dans les bassins du Lot, de l'Aveyron, du Viaur et du Tarn) et au 28 novembre 2014 (bassins de la Sorgues et du Dourdou). Ce risque est pris en compte dans l'aménagement du territoire de la commune par le biais du Plan de prévention du risque inondation (PPRI) Lot aval 3, approuvé le 6 avril 2010.
Le Plan départemental de protection des forêts contre les incendies découpe le département de l’Aveyron en sept « bassins de risque » et définit une sensibilité des communes à l’aléa feux de forêt (de faible à très forte). La commune est classée en sensibilité forte.
Les mouvements de terrains susceptibles de se produire sur la commune sont liés à la présence de cavités souterraines localisées sur la commune,.

#### Risques technologiques
Dans le département de l'Aveyron on dénombre huit grands barrages susceptibles d’occasionner des dégâts en cas de rupture. La commune fait partie des 64 communes susceptibles d’être touchées par l’onde de submersion consécutive à la rupture d’un de ces barrages.

#### Risque particulier
Dans plusieurs parties du territoire national, le radon, accumulé dans certains logements ou autres locaux, peut constituer une source significative d’exposition de la population aux rayonnements ionisants. Toutes les communes du département sont concernées par le risque radon à un niveau plus ou moins élevé. Selon le dossier départemental des risques majeurs du département établi en 2013, la commune de Saujac est classée à risque faible. Un décret du 4 juin 2018 a modifié la terminologie du zonage définie dans le code de la santé publique et a été complété par un arrêté du 27 juin 2018 portant délimitation des zones à potentiel radon du territoire français. La commune est désormais en zone 1, à savoir zone à potentiel radon faible.

## Politique et administration

### Découpage territorial
La commune de Saujac est membre de la Ouest Aveyron Communauté, un établissement public de coopération intercommunale (EPCI) à fiscalité propre créé le 1er janvier 2017 dont le siège est à Villefranche-de-Rouergue. Ce dernier est par ailleurs membre d'autres groupements intercommunaux.
Sur le plan administratif, elle est rattachée à l'arrondissement de Villefranche-de-Rouergue, au département de l'Aveyron et à la région Occitanie. Sur le plan électoral, elle dépend du  canton de Villeneuvois et Villefranchois pour l'élection des conseillers départementaux, depuis le redécoupage cantonal de 2014 entré en vigueur en 2015, et de la deuxième circonscription de l'Aveyron  pour les élections législatives, depuis le dernier découpage électoral de 2010.

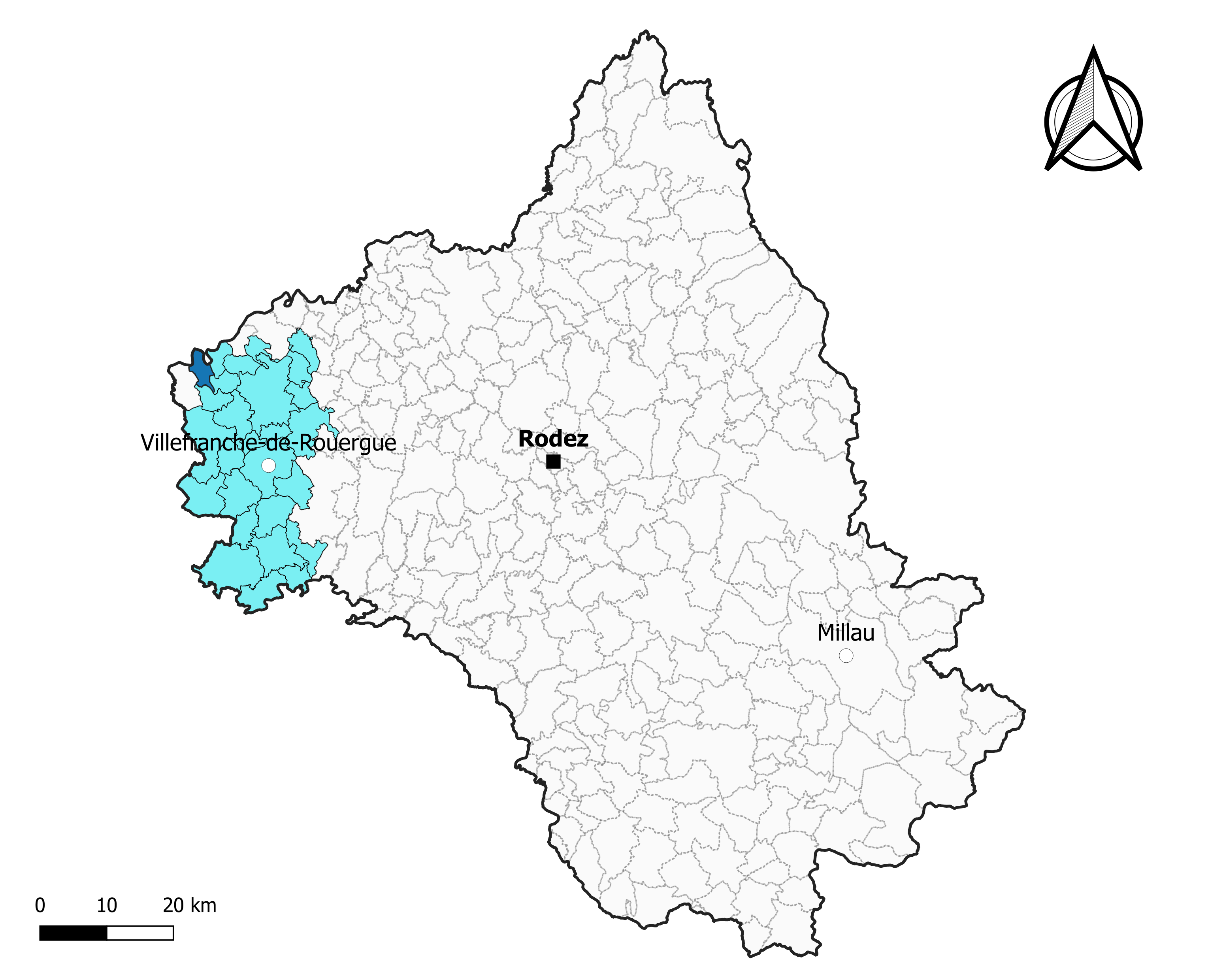
Saujac dans l'intercommunalité en 2020.
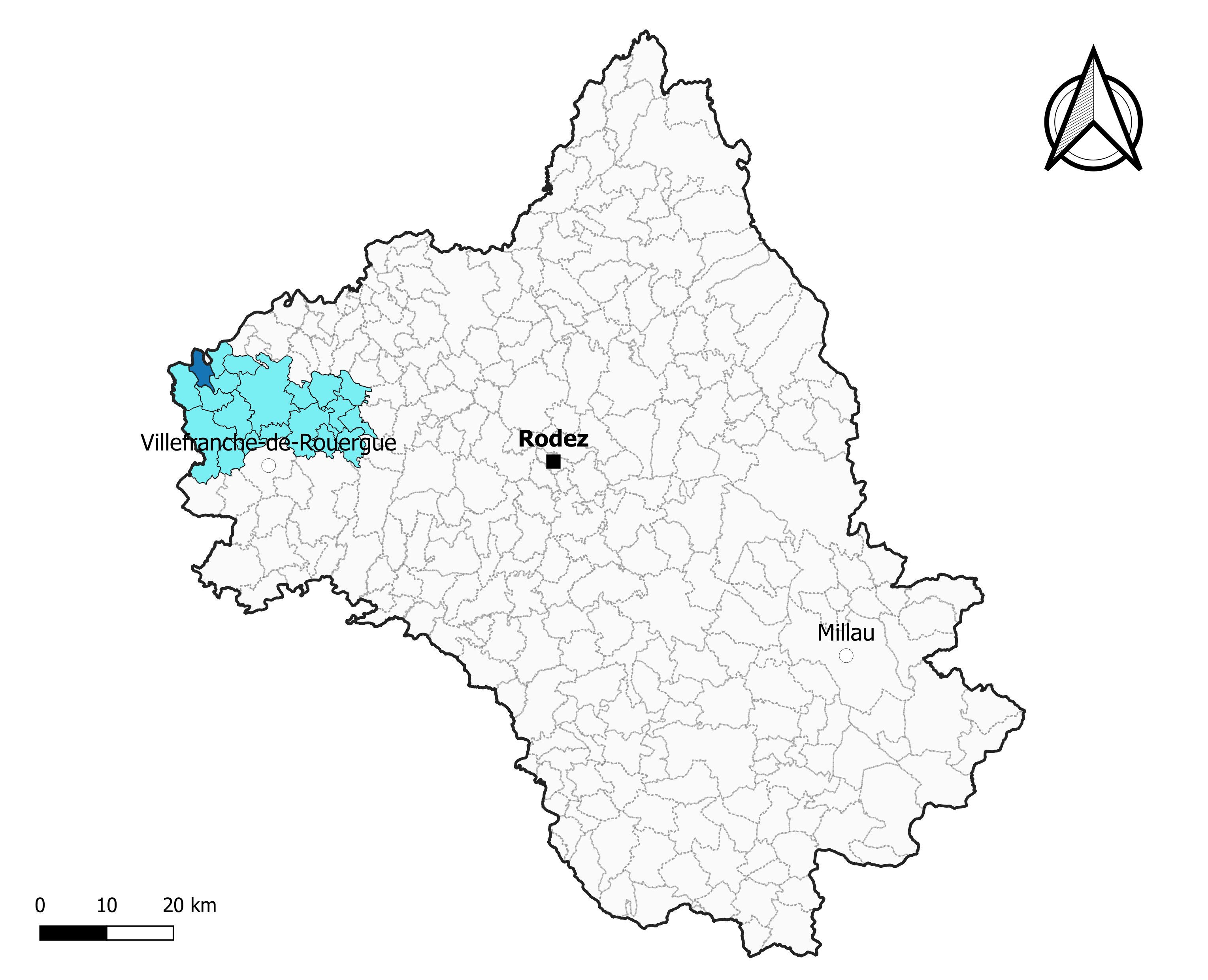
Saujac dans le canton de Villeneuvois et Villefranchois en 2020.
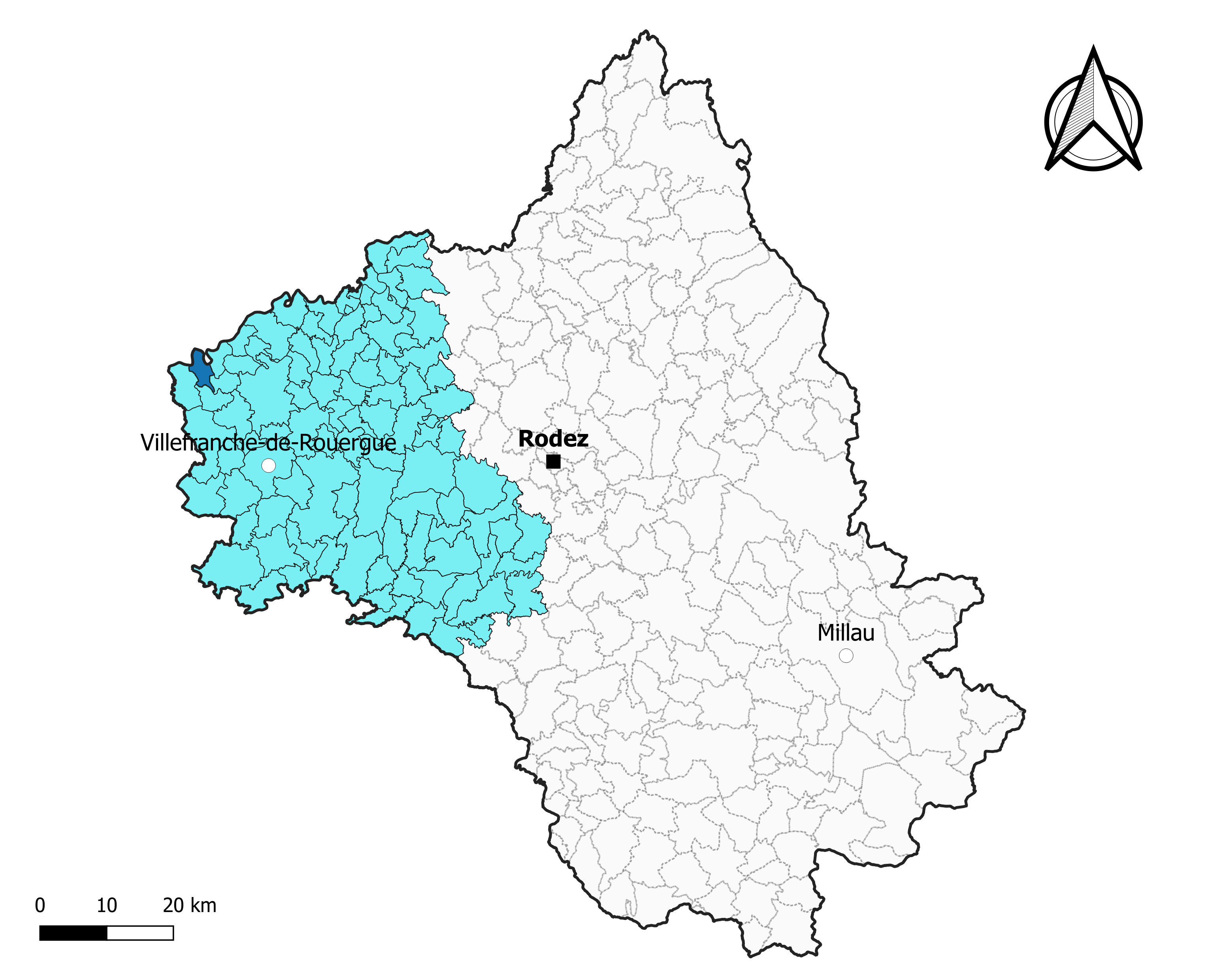
Saujac dans l'arrondissement de Villefranche-de-Rouergue en 2020.

### Élections municipales et communautaires

#### Élections de 2020
Le conseil municipal de Saujac, commune de moins de 1 000 habitants, est élu au scrutin majoritaire plurinominal à deux tours avec candidatures isolées ou groupées et possibilité de panachage. Compte tenu de la population communale, le nombre de sièges à pourvoir lors des élections municipales de 2020 est de 11. La totalité des onze candidats en lice est élue dès le premier tour, le 15 mars 2020, avec un taux de participation de 78,4 %.
Gérard Agrech est élu nouveau maire de la commune le 23 mai 2020.
Dans les communes de moins de 1 000 habitants, les conseillers communautaires sont désignés parmi les conseillers municipaux élus en suivant l’ordre du tableau (maire, adjoints puis conseillers municipaux) et dans la limite du nombre de sièges attribués à la commune au sein du conseil communautaire. Un siège est attribué à la commune au sein de la Ouest Aveyron Communauté.

#### Liste des maires
| Période                                  | Période  | Identité       | Étiquette | Qualité                               |
| ---------------------------------------- | -------- | -------------- | --------- | ------------------------------------- |
| avant 1981                               | ?        | Pierre Ayral   | DVG       |                                       |
| mars 2001                                | 2014     | Pierre Ricard  |           |                                       |
| mars 2014                                | mai 2020 | Robert Ayral   |           | Profession rattachée à l'enseignement |
| mai 2020                                 | en cours | Gérard Agrech, |           | Ancien cadre                          |
| Les données manquantes sont à compléter. |          |                |           |                                       |

## Démographie
L'évolution du nombre d'habitants est connue à travers les recensements de la population effectués dans la commune depuis 1793. Pour les communes de moins de 10 000 habitants, une enquête de recensement portant sur toute la population est réalisée tous les cinq ans, les populations de référence des années intermédiaires étant quant à elles estimées par interpolation ou extrapolation. Pour la commune, le premier recensement exhaustif entrant dans le cadre du nouveau dispositif a été réalisé en 2008.

En 2022, la commune comptait 125 habitants, en évolution de −1,57 % par rapport à 2016 (Aveyron : +0,37 %, France hors Mayotte : +2,11 %).
| 1793 | 1800 | 1851 | 1856 | 1861 | 1866 | 1872 | 1876 | 1881 |
| ---- | ---- | ---- | ---- | ---- | ---- | ---- | ---- | ---- |
| 400  | 387  | 502  | 514  | 525  | 498  | 520  | 507  | 545  |

| 1886 | 1891 | 1896 | 1901 | 1906 | 1911 | 1921 | 1926 | 1931 |
| ---- | ---- | ---- | ---- | ---- | ---- | ---- | ---- | ---- |
| 551  | 503  | 509  | 506  | 510  | 504  | 325  | 264  | 254  |

| 1936 | 1946 | 1954 | 1962 | 1968 | 1975 | 1982 | 1990 | 1999 |
| ---- | ---- | ---- | ---- | ---- | ---- | ---- | ---- | ---- |
| 225  | 211  | 193  | 187  | 172  | 161  | 155  | 136  | 139  |

| 2006 | 2008 | 2013 | 2018 | 2022 | - | - | - | - |
| ---- | ---- | ---- | ---- | ---- | - | - | - | - |
| 134  | 133  | 127  | 122  | 125  | - | - | - | - |

## Économie

### Emploi
| Division       | 2008  | 2013  | 2018  |
| -------------- | ----- | ----- | ----- |
| Commune        | 2,4 % | 3,9 % | 5 %   |
| Département    | 5,4 % | 7,1 % | 7,1 % |
| France entière | 8,3 % | 10 %  | 10 %  |

En 2018, la population âgée de 15 à 64 ans s'élève à 60 personnes, parmi lesquelles on compte 71,7 % d'actifs (66,7 % ayant un emploi et 5 % de chômeurs) et 28,3 % d'inactifs,. Depuis 2008, le taux de chômage communal (au sens du recensement) des 15-64 ans est inférieur à celui de la France et du département.
La commune est hors attraction des villes,. Elle compte 14 emplois en 2018, contre 18 en 2013 et 22 en 2008. Le nombre d'actifs ayant un emploi résidant dans la commune est de 41, soit un indicateur de concentration d'emploi de 34,1 % et un taux d'activité parmi les 15 ans ou plus de 40 %.
Sur ces 41 actifs de 15 ans ou plus ayant un emploi, 11 travaillent dans la commune, soit 27 % des habitants. Pour se rendre au travail, 87,8 % des habitants utilisent un véhicule personnel ou de fonction à quatre roues, 2,4 % s'y rendent en deux-roues, à vélo ou à pied et 9,8 % n'ont pas besoin de transport (travail au domicile).

### Activités hors agriculture
10 établissements sont implantés  à Saujac au 31 décembre 2019.
Le secteur de la construction est prépondérant sur la commune puisqu'il représente 30 % du nombre total d'établissements de la commune (3 sur les 10 entreprises implantées  à Saujac), contre 13 % au niveau départemental.

### Agriculture
La commune est dans le Bas Quercy, une petite région agricole occupant l'extrême-ouest du département de l'Aveyron. En 2020, l'orientation technico-économique de l'agriculture  sur la commune est l'élevage d'équidés et/ou d' autres herbivores.
|               | 1988 | 2000 | 2010 | 2020 |
| ------------- | ---- | ---- | ---- | ---- |
| Exploitations | 23   | 17   | 13   | 11   |
| SAU (ha)      | 740  | 699  | 581  | 629  |

Le nombre d'exploitations agricoles en activité et ayant leur siège dans la commune est passé de 23 lors du recensement agricole de 1988  à 17 en 2000 puis à 13 en 2010 et enfin à 11 en 2020, soit une baisse de 52 % en 32 ans. Le même mouvement est observé à l'échelle du département qui a perdu pendant cette période 51 % de ses exploitations,. La surface agricole utilisée sur la commune a également diminué, passant de 740 ha en 1988 à 629 ha en 2020. Parallèlement la surface agricole utilisée moyenne par exploitation a augmenté, passant de 32 à 57 ha.

## Culture locale et patrimoine

### Patrimoine religieux
- Église Saint-Jean-Baptiste de Saujac.

### Patrimoine naturel
Le principal site à voir à Saujac est le point de vue du « Saut de la Mounine » qui domine le côté droit de la boucle faite par le Lot au creux de laquelle se situe le village. On peut y observer Montbrun en face.
Un autre panorama est également accessible au site « La Croix des Belges » qui domine le côté gauche de la boucle. On peut y observer Cadrieu et Cajarc.

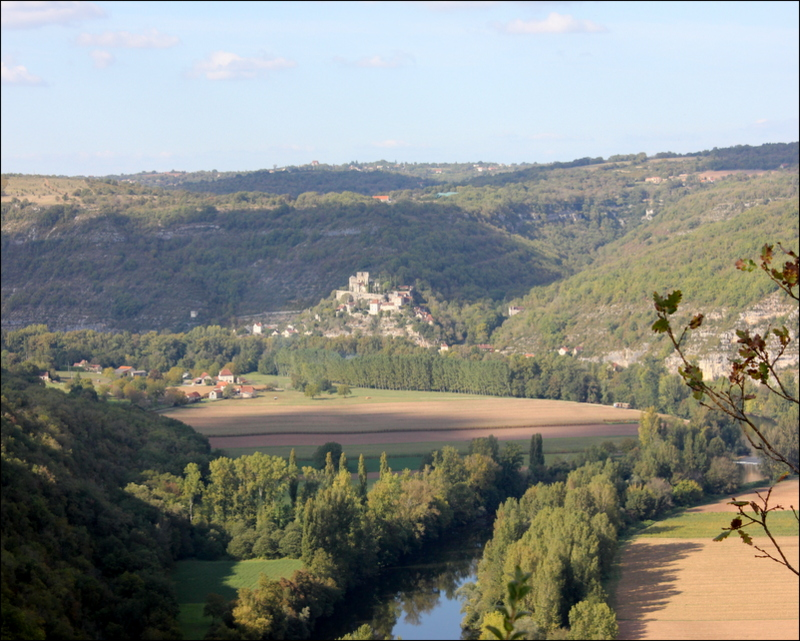
Vue sur le château de Montbrun au Saut de la Mounine .
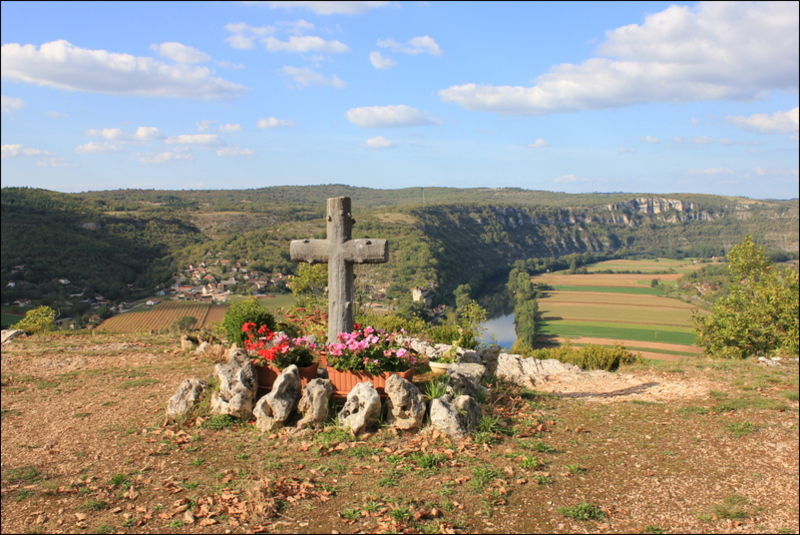
Vue sur la vallée du Lot au lieu-dit "La Croix des Belges" près du Saut de la Mounine .
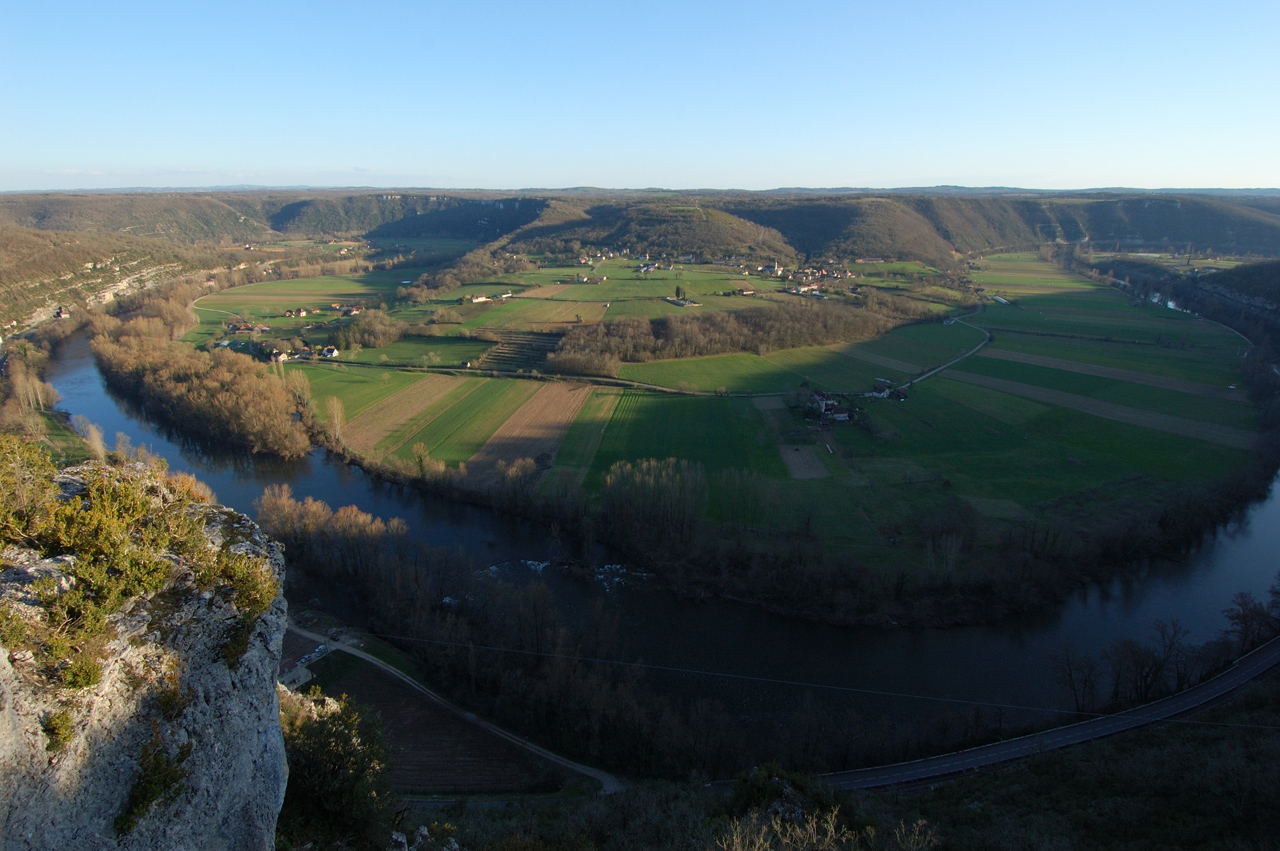
Boucle du Lot à Saujac.
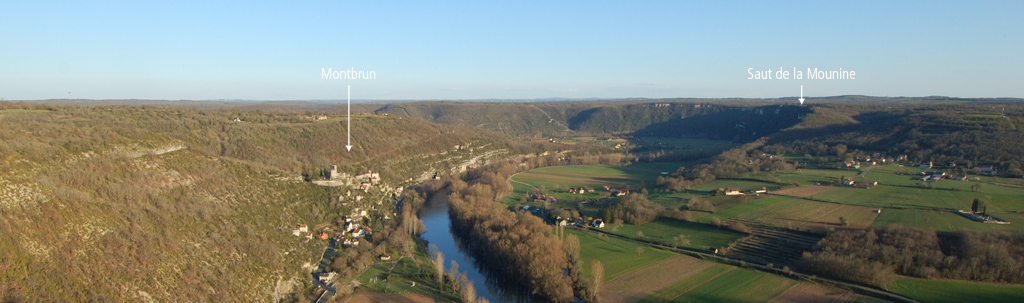
Saut de Montbrun.

### Patrimoine culturel

#### Légende du Saut de la Mounine
La légende locale raconte qu'au XVe siècle, Cidoine, un moine pèlerin de Saint-Jacques de Compostelle qui avait pour animaux de compagnie une guenon (mounine en patois) et une chèvre, et qui, venant de Conques et  marchant le long des falaises qui longent le Lot, perdit l'équilibre et chuta par mégarde de la falaise. Il ne dut son salut qu'à sa ceinture qui s'accrocha à une branche de buis. Sa guenon le rejoignit et s'engouffra dans une grotte devant laquelle était justement tombé Cidoine. Trouvant l'endroit pas si désagréable, le moine décida de s'y installer en ermite.
Par la suite, les habitants du coin qui le découvrirent prirent l'habitude de lui apporter régulièrement quelques victuailles en échange de sages paroles et bons conseils. Une des personnes les plus fidèles se trouve être rapidement Ghislaine, fille d'Ogier, seigneur de Montbrun, dont le village et le château font face à la grotte sur la rive droite du Lot sur la colline de l'autre côté de la vallée. Ghislaine n'avait que 16 ans et était d'une incroyable beauté. Mais Cidoine recevait également la visite régulière de Renaud, sire de Waifié. Lui aussi était jeune et beau mais son père était toujours en conflit avec Ogier. Ce qui devait arriver, arriva. Renaud finit par rencontrer Ghislaine devant la grotte. Il ne fallut pas longtemps aux deux jeunes gens pour tomber amoureux l'un de l'autre. Ainsi, durant quelque temps, la proximité de la grotte devint leur point de rendez-vous.
Ne voulant pas continuer à vivre cet amour dans le secret, Ghislaine décida d'avouer sa relation à son père qui sombra dans une violente colère et lui dit : « Pauvrette, je préfère te voir sauter du roc au moine plutôt que tu épouses ce pauvre homme. Que le diable m'enfourche si je me dédis ». Désespérée, Ghislaine s'en alla chercher conseil auprès de Cidoine. Ce dernier eut alors une idée. Il demanda à la jeune fille de venir le voir avec sa plus belle et chatoyante robe le jour où Ogier, son père, partirait à la chasse. Ce jour venu, Ghislaine vint voir Cidoine et tous deux accompagnés de la guenon, très vieille et aveugle, montèrent au sommet de la falaise. Cidoine habilla alors la mounine de la robe et la jeta de la falaise. Ogier aperçut alors une grande robe rouge au loin tomber de la falaise dans la rivière et crut qu'il venait de perdre sa fille. Pris de terribles remords, il courut aux bords de la rivière où Cidoine l'attendait. Le voyant plein de détresse, il lui avoua que sa fille était toujours vivante et que c'était en réalité la guenon qui avait péri. Fou de joie et libéré de son serment, il fit venir Renaud et Ghislaine pour célébrer les fiançailles le jour même. La noce fut célébrée quelques jours plus tard par le curé de Saujac et un grand banquet eut lieu le soir au château avec les deux familles réconciliées. Ainsi, grâce au sacrifice de sa guenon, Cidoine sauva l'amour de Ghislaine et Renaud et réconcilia les deux pères qui se faisaient constamment la guerre.
Cette légende a ainsi donné son nom au « Saut de la Mounine », un point de vue le long de la route entre Ambeyrac et Saujac qui donne sur un des méandres de la vallée du Lot et face au village de Montbrun sur l'autre rive. Le rocher étant admis comme celui duquel a été lancée la Mounine n'existe plus aujourd'hui. Il est tombé un printemps au début des années 1990, fragilisé par les promeneurs qui montaient dessus et par le gel.
Quant à la grotte de Cidoine, appelée aujourd'hui « Grotte des Corbeaux », elle existe vraiment, mais est extrêmement difficile d'accès depuis la chute du rocher et ne représente aucun intérêt touristique, spéléologique ni géologique car très peu profonde (quelques mètres à peine).
Un spectacle son et lumière "la Légende du Saut de la Mounine" a été joué pendant plusieurs années grâce à l'association ASTRAL sous la présidence d'Anne Manotte.
Tout le canton de Villeneuve Aveyron ainsi que les communes environnantes du côté Lot se sont mobilisés. Deux cents participants ont œuvré pour une réussite reconnue.
La presse en a fait de larges échos. (La Dépêche du Midi, Midi libre, etc.).